# Francisco Varela (piłkarz)
Francisco Miguel Varela Martín (ur. 26 października 1994 w Atarfe) – hiszpański piłkarz występujący na pozycji obrońcy w portugalskim klubie Belenenses SAD.